# St Lucia Kings
Die Saint Lucia Kings (auch St Lucia Kings; von 2017 bis 2019 St Lucia Stars, anschließend bis 2021 St Lucia Zouks) ist ein T20-Cricketteam, welches St. Lucia in der Caribbean Premier League repräsentiert. Das Franchise wurde mit der Einführung der Caribbean Premier League im Jahr 2013 gegründet. Das Heimatstadion ist das Darren Sammy National Cricket Stadium in dem Distrikt Gros Islet auf St. Lucia. Die Kings konnten die CPL noch nicht gewinnen.

## Abschneiden in der CPL
| Jahr | Spiele | Siege | Niederlagen | No Result | Endplatzierung (Vorrunde) |
| ---- | ------ | ----- | ----------- | --------- | ------------------------- |
| 2013 | 7      | 2     | 5           | 0         | Vorrunde (6/6)            |
| 2014 | 9      | 2     | 7           | 0         | Vorrunde (5/6)            |
| 2015 | 10     | 4     | 5           | 1         | Vorrunde (5/6)            |
| 2016 | 10     | 6     | 4           | 0         | Viertelfinale (3/6)       |
| 2017 | 10     | 0     | 9           | 1         | Vorrunde (6/6)            |
| 2018 | 10     | 3     | 6           | 1         | Vorrunde (5/6)            |
| 2019 | 10     | 3     | 6           | 1         | Vorrunde (5/6)            |
| 2020 | 10     | 6     | 4           | 0         | Finale (3/6)              |